# Volkswagen R

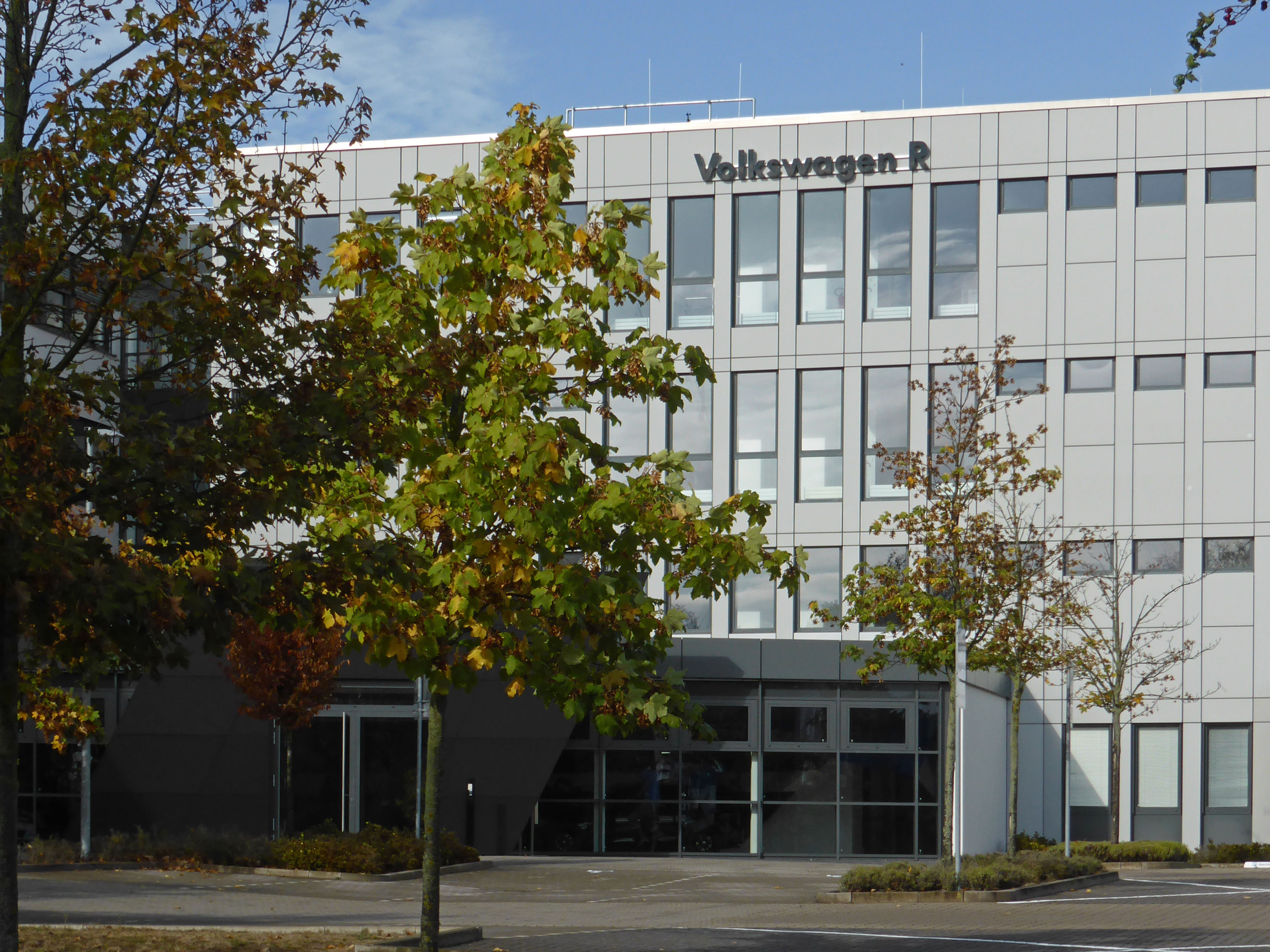
Unternehmenssitz

Volkswagen R ist die Premium-Performance Marke der Volkswagen AG mit Sitz im Wolfsburger Ortsteil Warmenau. Volkswagen R wurde 2002 als Volkswagen Individual GmbH gegründet. Seit 2020 ist die R-Organisation ein eigener Geschäftsbereich innerhalb der Marke Volkswagen.

## Geschichte
Das Unternehmen wurde im März 2010 als Sportlabel des Unternehmens gegründet. Sie ersetzt die bis dahin bestehende, im Frühjahr 2003 gegründete Volkswagen Individual GmbH.
Es werden unter anderem Volkswagen-Automobile der Modelle Golf, Passat und Scirocco individualisiert. Angeboten werden neben den R-Modellen zusätzlich die Marken Volkswagen Exclusive und R-Line, wobei Volkswagen Exclusive für eine individuelle und R-Line für eine sportliche Ausstattung steht.

## Modelle und Marken

### R

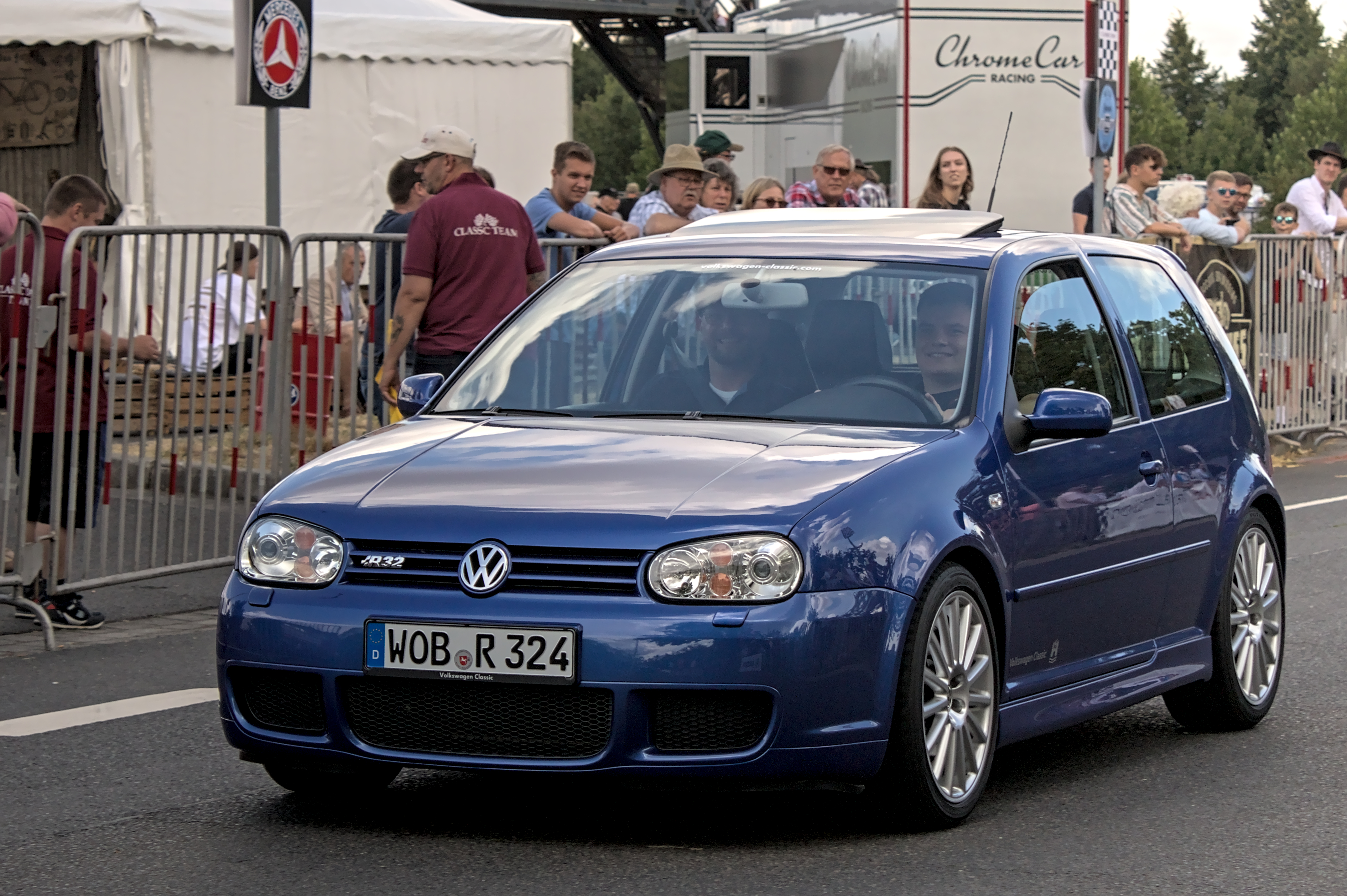
VW Golf (IV) R32

Die R-Modellreihe begann 2003 mit dem Golf IV R32, der 177 kW (241 PS) leistete. Seitdem sind R-Modelle die Top-Performance-Fahrzeuge der Marke Volkswagen (analog beispielsweise zu den RS-Modellen von Audi).
Zurzeit (2025) bietet Volkswagen folgende R-Modelle an:
- Golf R, Golf R Variant
- T-Roc R
- Touareg R

### Alle Modelle in Chronologie

#### Frühere Modelle

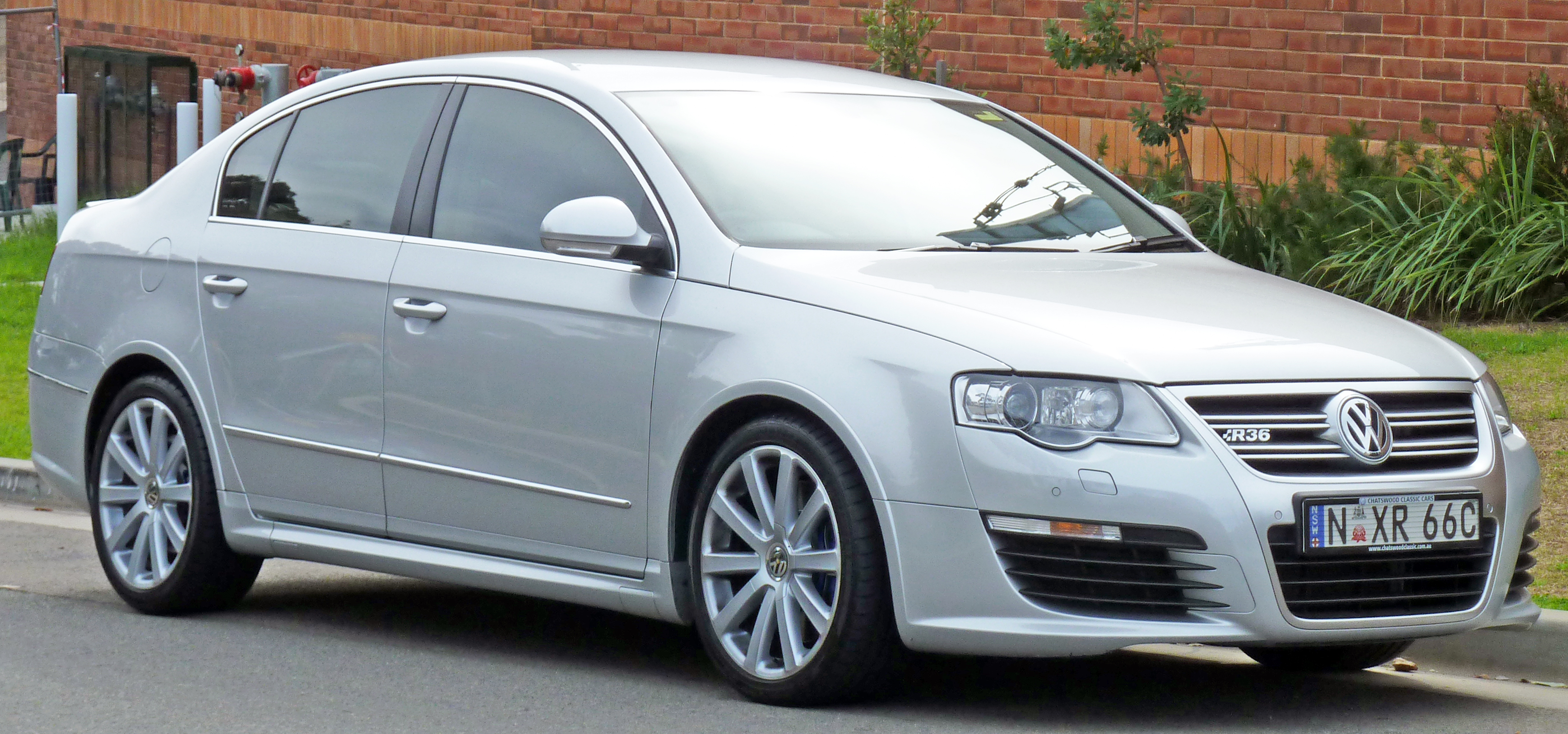
VW Passat R36

Zwischen 2007 und 2009 bot Volkswagen mit dem 257 kW (350 PS) starken R50 auch ein R-Modell des Touareg an. Zwischen 2008 und 2010 war mit dem R36 eine 221 kW (300 PS) starke R-Variante für den Passat erhältlich. Seit September 2009 ebenso den Golf R der sechsten Generation als Nachfolger des R32. Dieser jedoch mit einem turbogeladenen Zweiliter-Vierzylinder und 199 kW (270 PS) anstatt des VR6-Motors und 184 kW (250 PS). Darauf basierend erschien im selben Jahr die R-Version des Scirocco, der im Gegensatz zum Golf R allerdings nur 195 kW (265 PS) aus demselben Triebwerk generierte. Ab Juni 2006 wurde zusätzlich zum Polo GTI die nochmals leistungsstärkere Variante GTI Cup Edition mit 132 kW (180 PS) angeboten. Deren Erscheinungsbild mit aggressiver Front- und Heckschürze, verbreiterten Seitenschwellern, markanter Abrisskante am Dach und 17-Zoll-Leichtmetallrädern leitet sich direkt von den im ADAC Volkswagen Polo Cup eingesetzten Fahrzeugen ab. Technisch basiert der Polo GTI Cup Edition jedoch auf dem normalen Polo GTI. Größter Unterschied außer dem veränderten Äußeren ist die an die gestiegene Leistung angepasste Bremsanlage mit einem Bremsscheibendurchmesser von 312 Millimeter an der Vorderachse.

#### Golf R Cabrio (2013–2015)

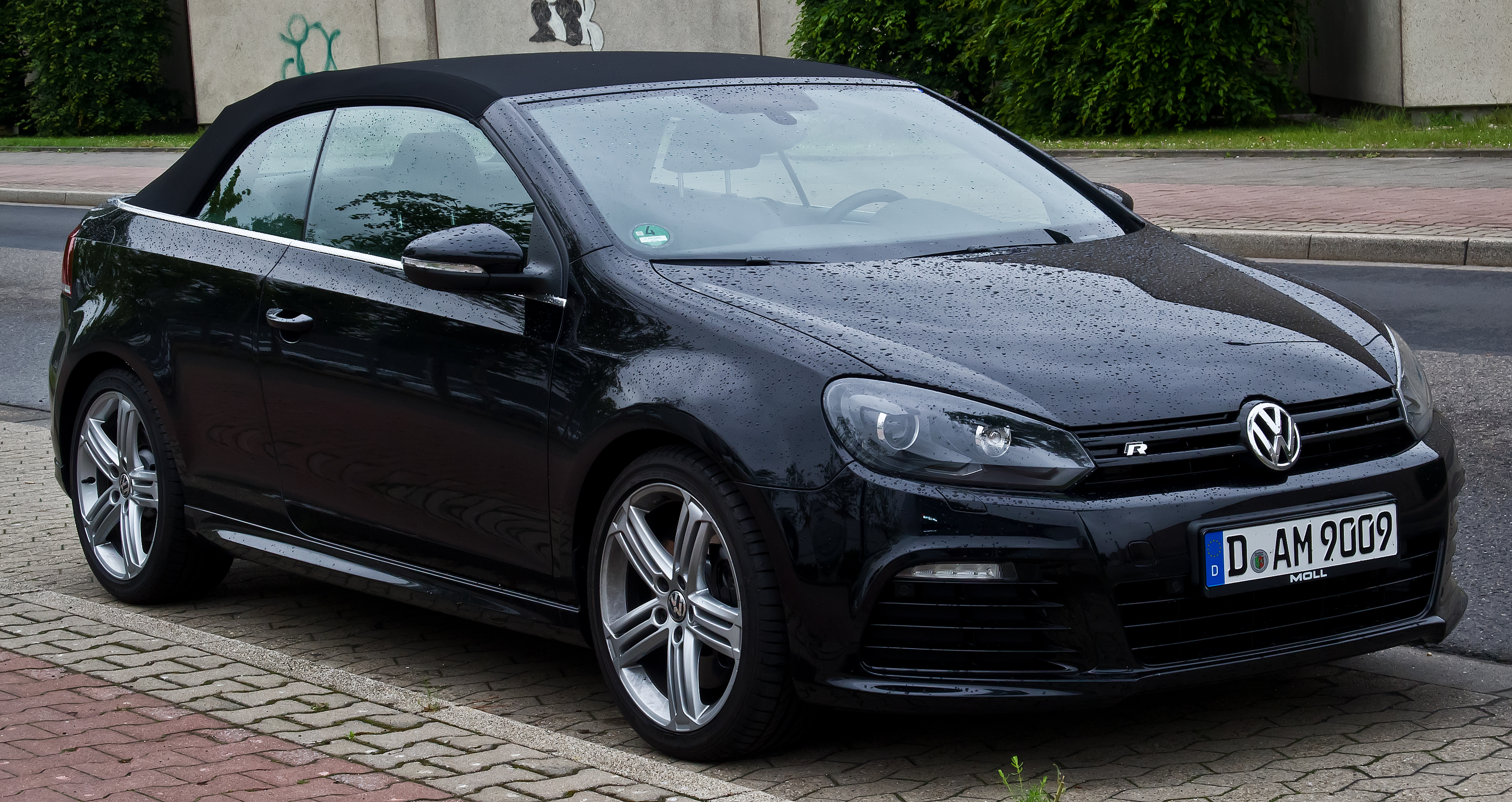
VW Golf (VI) R Cabrio

Das VW Golf R Cabrio basiert auf dem VW Golf VI. Es war mit einem Reihenvierzylindermotor mit 195 kW (265 PS) erhältlich. Es ist jedoch weder ein Allradantrieb, noch ein Handschaltgetriebe erhältlich und so konnte das Golf R Cabrio nur mit Frontantrieb und DSG geordert werden.

#### Golf R VII (2013–2020)
Die vierte Auflage des VW Golf R basiert auf dem VW Golf VII. Sie hatte ihre Premiere auf der IAA 2013. Angetrieben wird die vierte „R-Generation“ von einem turboaufgeladenen, 221 kW (300 PS) starken Reihenvierzylindermotor, der wahlweise mit einem Sechsgang-Schaltgetriebe oder einem Doppelkupplungsgetriebe mit sieben Stufen gekoppelt werden kann. Serienmäßig ist im Golf R das hauseigene 4Motion-Allradantriebssystem eingebaut.
Angetrieben wird der Golf R von einem 2,0-Liter-Turboottomotor mit 221 oder 228 kW (300 oder 310 PS) (seit 2/2017), mit einem maximalen Drehmoment von 380 Newtonmetern (Nm), neuerdings 400 Nm, die ab rund 1.800/min anliegen
Auf der Auto China 2014 wurde der R400, eine Konzeptvariante des Golf R, mit 294 kW (400 PS) gezeigt, die allerdings nicht in Serie ging.
Den Golf R der siebten Generation gab es in drei Karosserievarianten. Die beiden drei- und fünftürigen Schräghecklimousinen sowie die Kombiversion Variant. Es war das erste Kombimodell des Golf R.

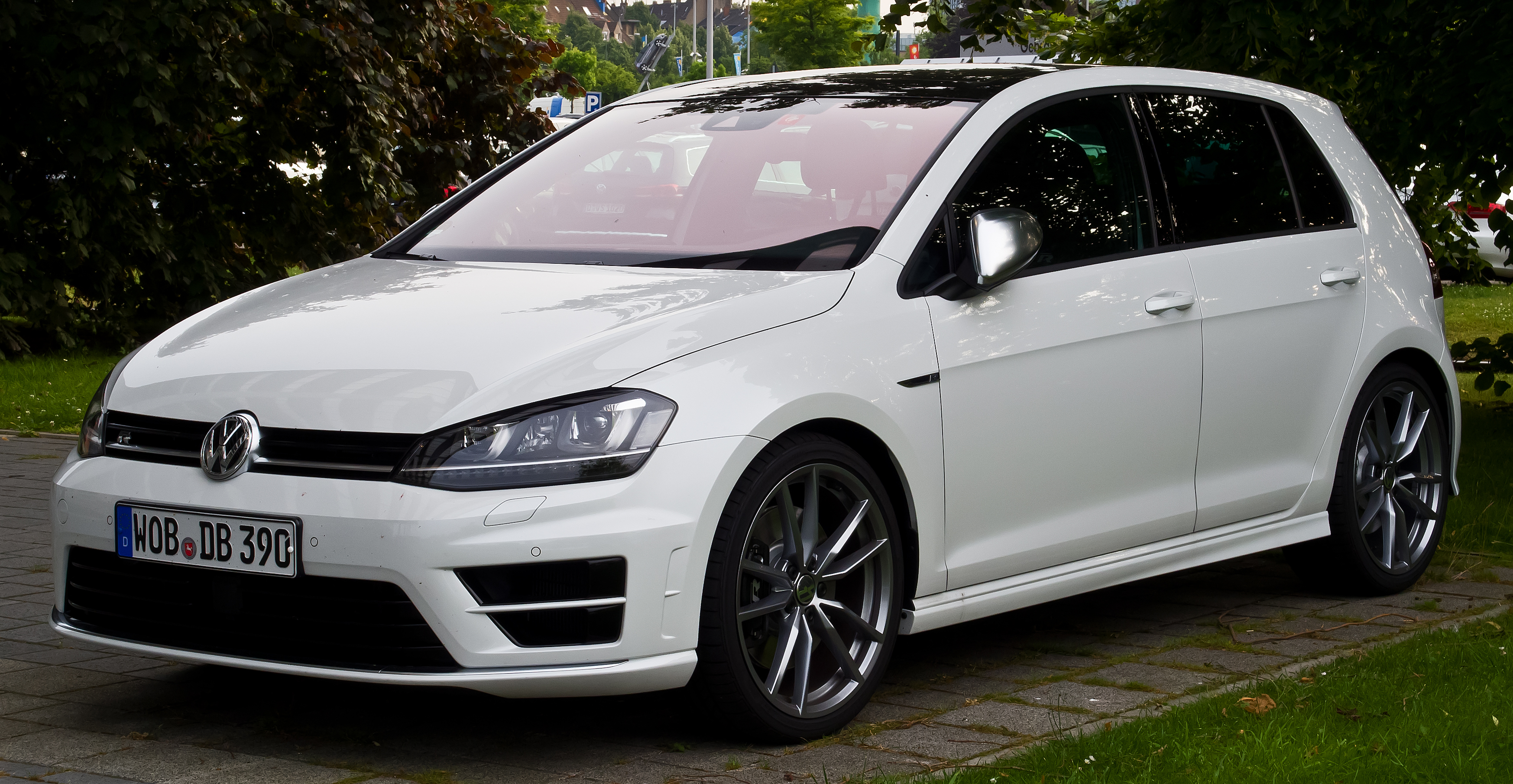
Golf R Frontansicht (2013–2017)
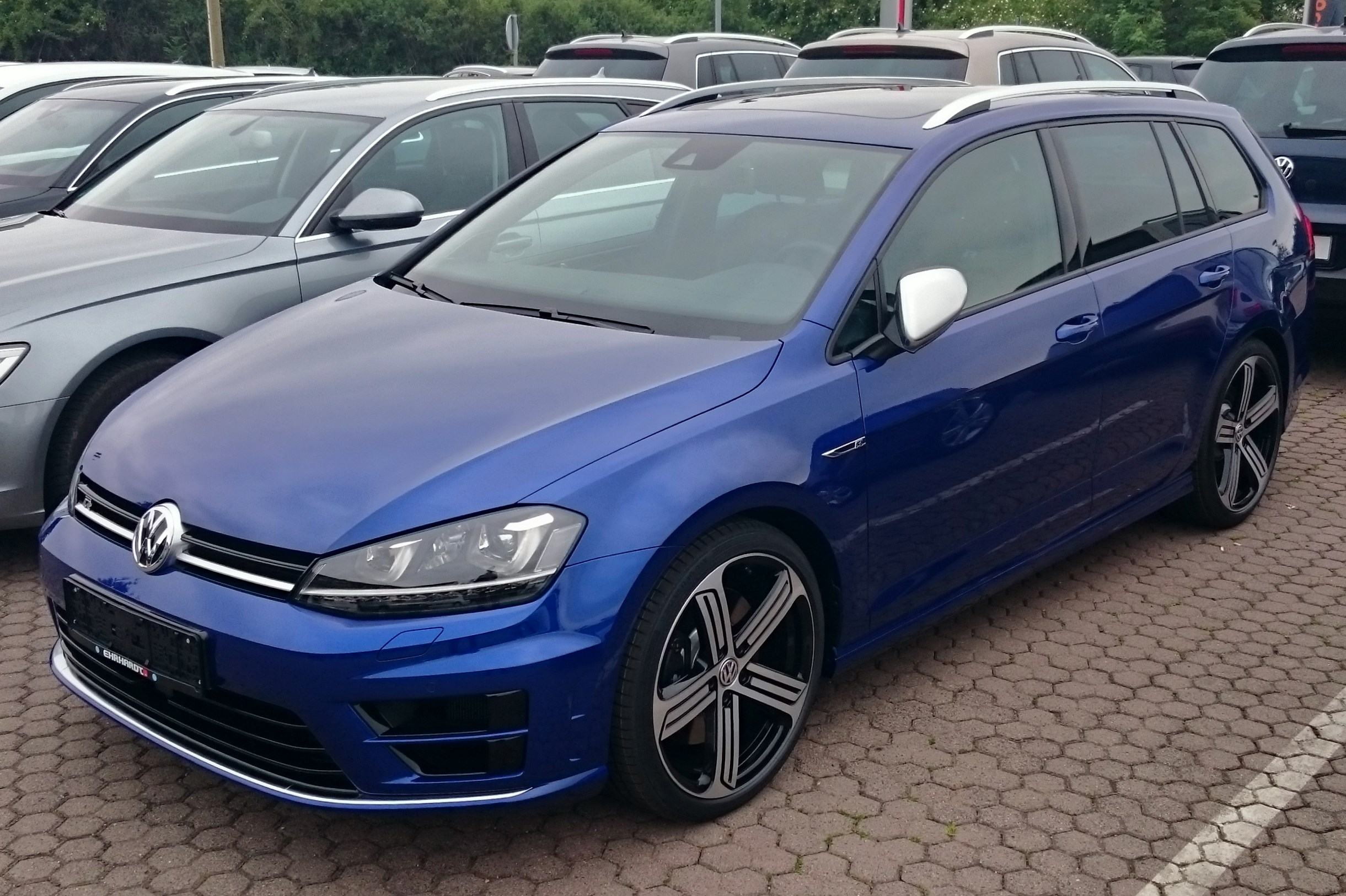
Golf R Variant Frontansicht (2015–2017)
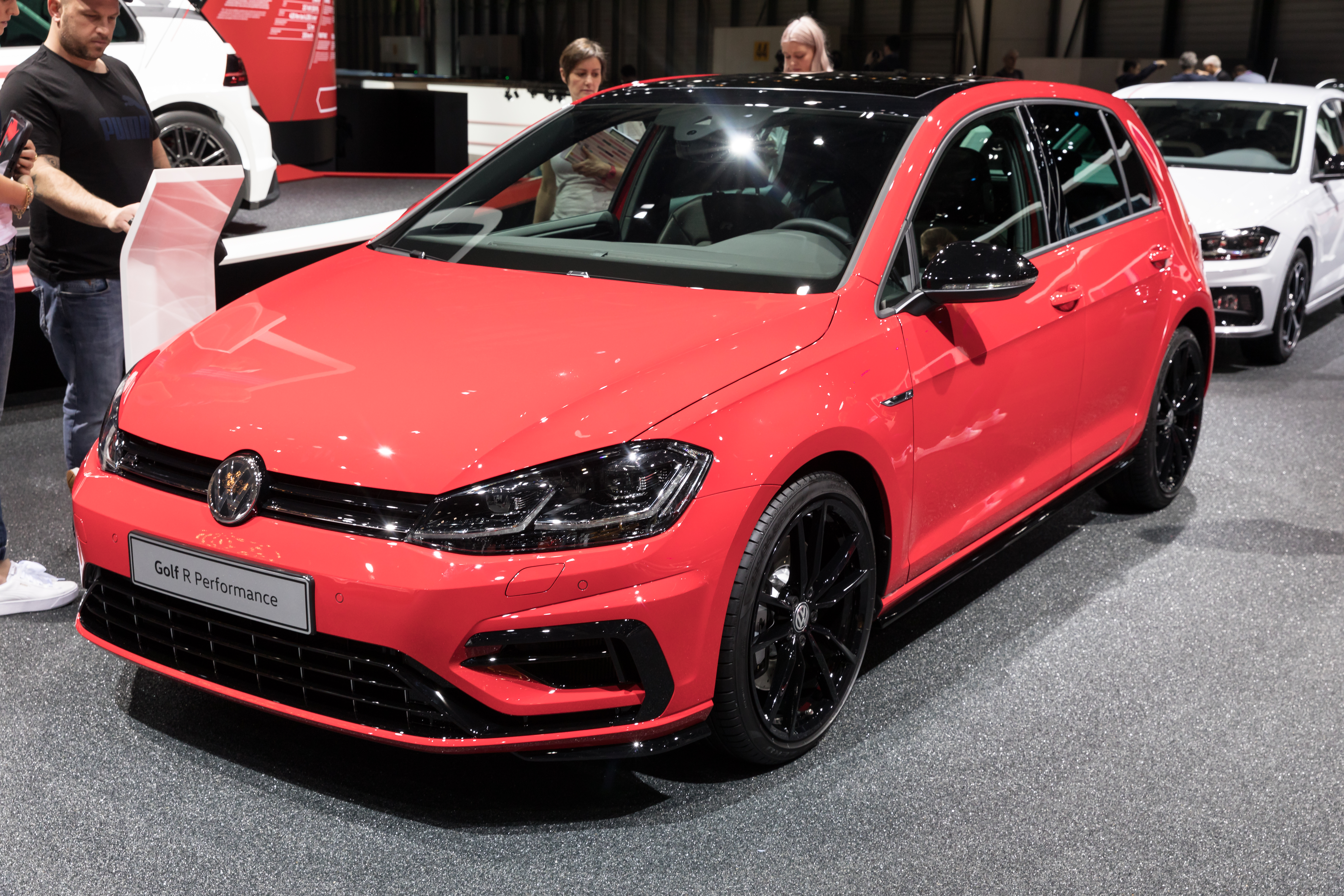
Golf R Performance Frontansicht (2017–2019)
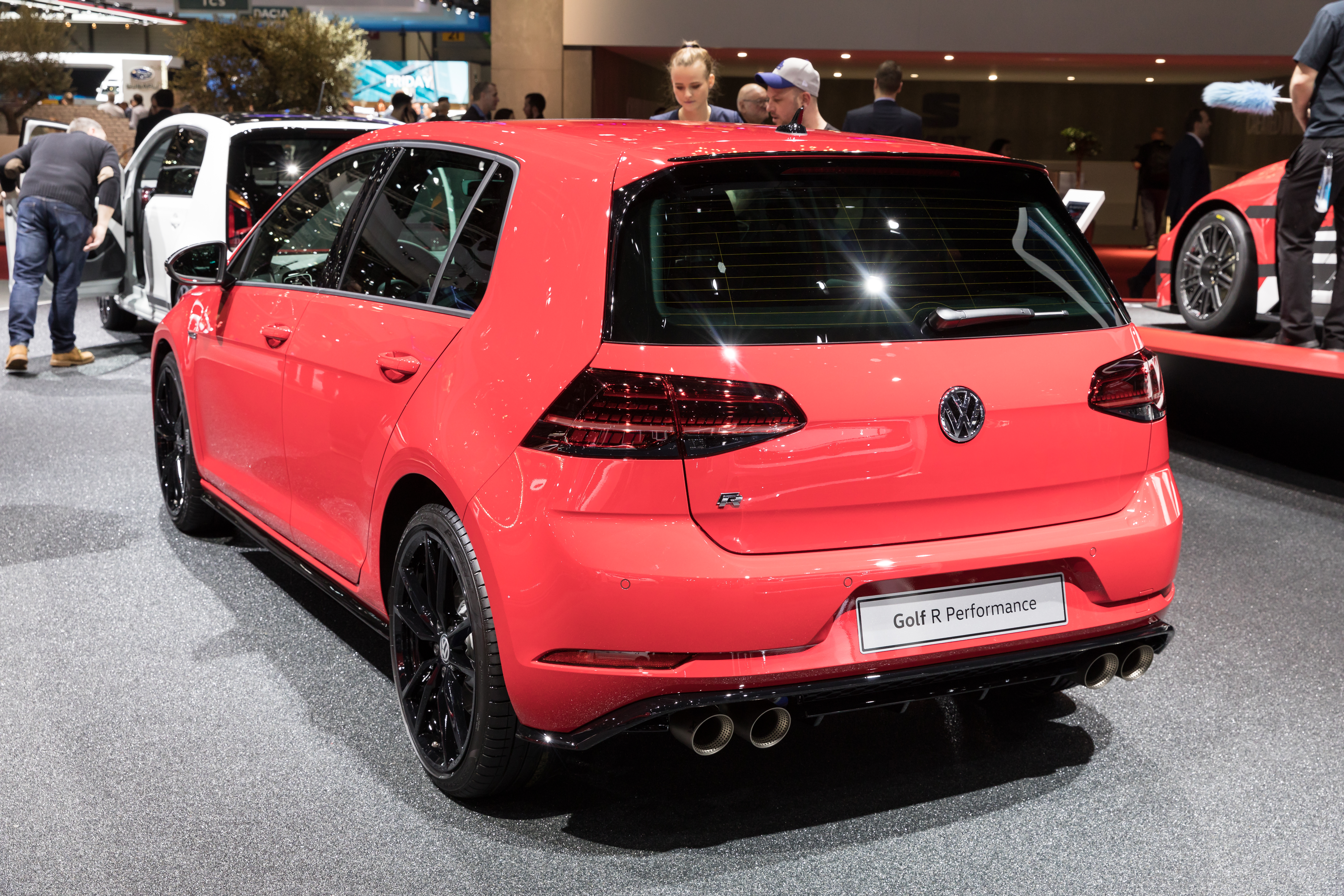
Golf R Performance Heckansicht (2017–2019)

#### Polo R WRC (2013–2014)

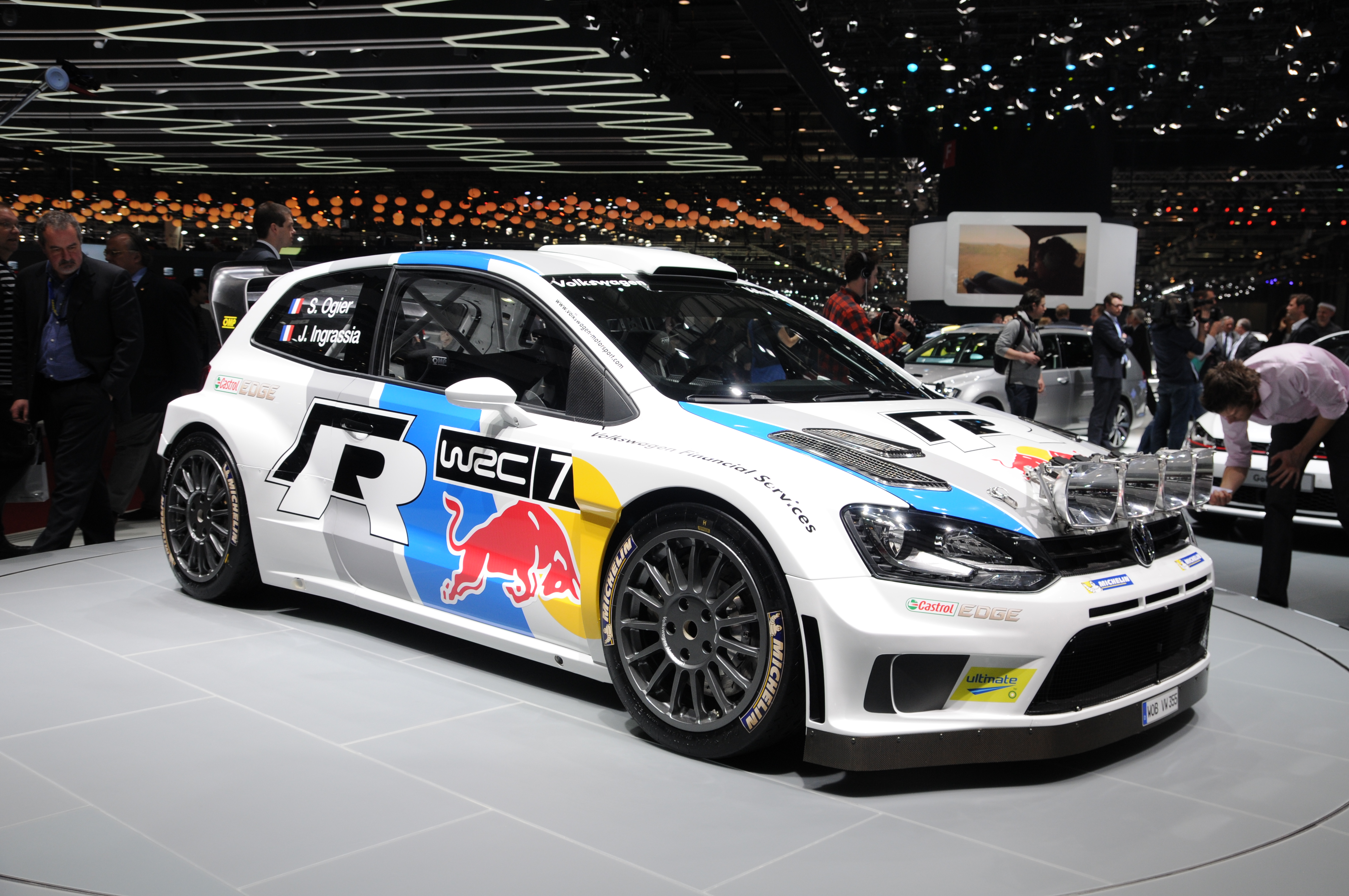
Der VW Polo R WRC (Rallyefahrzeug) auf dem Genfer Auto-Salon

Der VW Polo R WRC ist ein World Rallye Car. Dieses Fahrzeug wurde bei der Rallye-Weltmeisterschaft eingesetzt und entstand bei Volkswagen Motorsport.
Um dem FIA-Reglement zu entsprechen, muss in Kleinserie ein seriennahes und straßenzugelassenes sogenanntes Homologationsmodell gebaut werden, das im Wesentlichen dem Wettbewerbsfahrzeug entspricht. Dieses vom VW Polo V abgeleitete Modell wurde von Volkswagen als Polo R WRC Street verkauft. In Anlehnung an die vom Reglement geforderten Einheiten von 2500 Stück wurde auch der Polo R WRC Street auf diese Stückzahl limitiert. Für die Zulassung des Polos als Rallyefahrzeug hat dies jedoch keinen Einfluss, da durch den Bau der geforderten Einheiten eines beliebigen Polos die Auflagen des Reglements bereits erfüllt wurden. Der turboaufgeladenen Zweiliter-Vierzylindermotors des Fahrzeugs leistet 162 kW (220 PS). Geschaltet wird ausschließlich manuell.
Die Rallyeversion und die Street-Version haben wenig gemeinsam: Motor, Antriebsstrang, Fahrwerk, Karosserie und vieles mehr wurden im Rahmen des FIA-Reglements verändert und angepasst. Die Karosserie beispielsweise basiert zwar auf der Street-Version, wurde jedoch gemäß dem Reglement verstärkt. Der turboaufgeladene 1,6-l-Ottomotor des Rallye-Fahrzeugs leistet 232 kW (315 PS), die über ein Allradantriebssystem auf die Räder übertragen werden.

#### Scirocco R (2014–2017)
Auf dem Genfer Autosalon 2014 wurde zusammen mit dem Scirocco-Facelift direkt auch der neue Scirocco R vorgestellt. Im Vergleich zu seinem Vorgänger wurde die Leistung des turboaufgeladenen Zweiliter-Vierzylindermotors um 11 auf 206 kW (280 PS) angehoben. Wie auch sein Vorgänger hat der Scirocco R Frontantrieb. Zur Markteinführung war das Fahrzeug nur mit einem Sechsgang-DSG lieferbar. Im Sommer 2017 wurde die Produktion eingestellt.

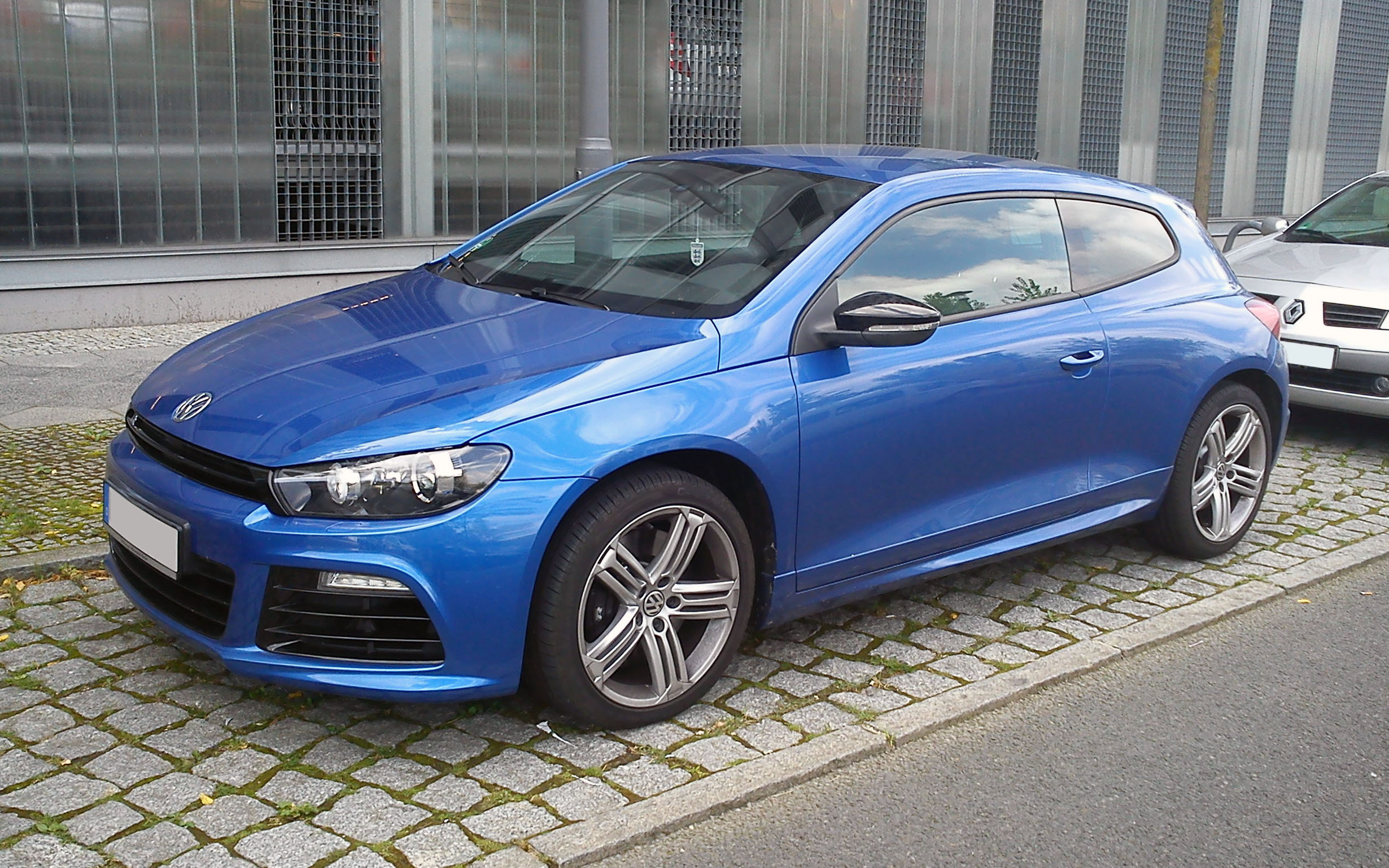
2009–2014
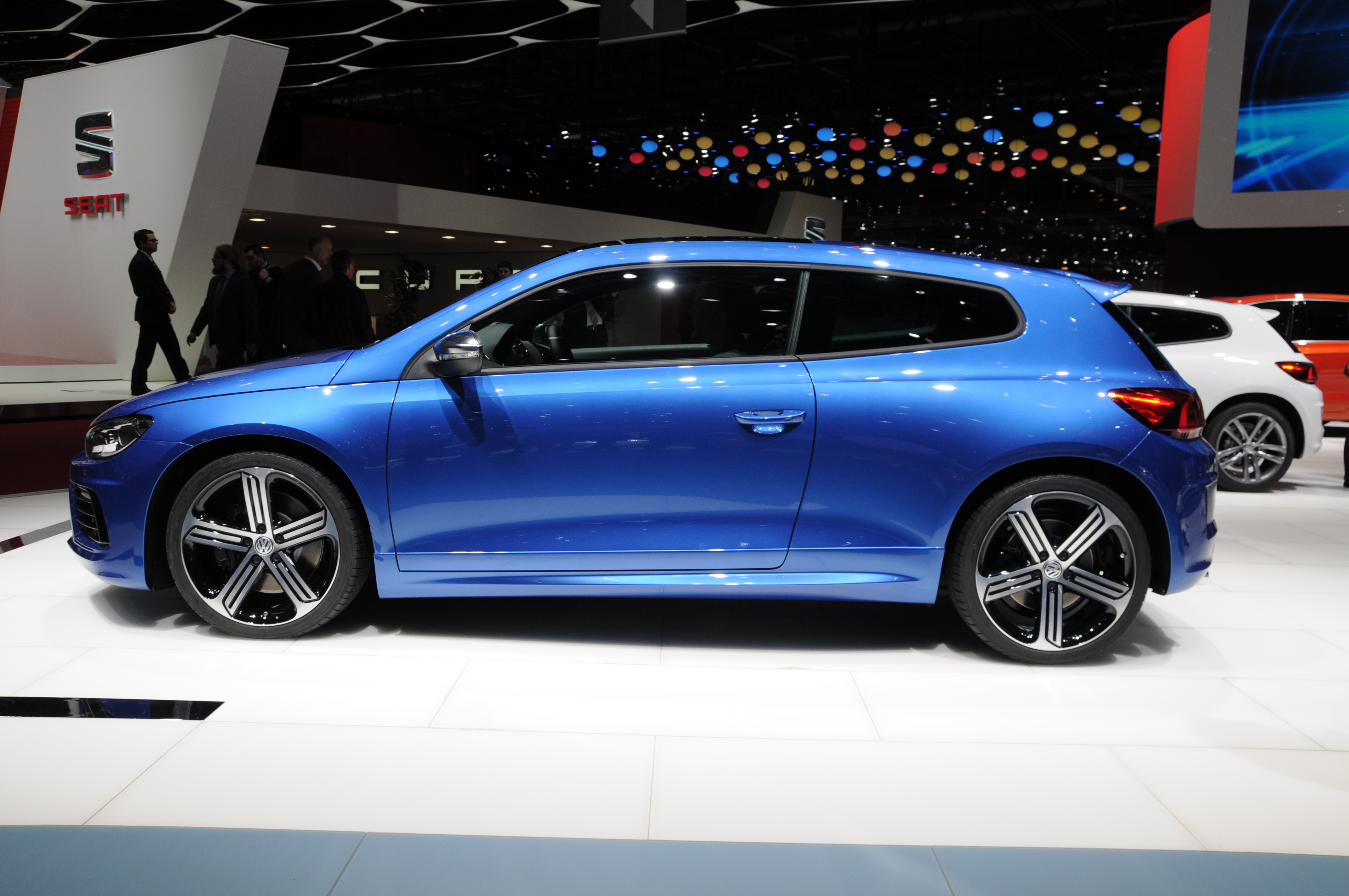
Facelift 2014–2017

#### T-Roc R (seit 2019)
Im März 2019 wurde eine R-Version des T-Roc vorgestellt. Sie wird vom 221 kW (300 PS) starken Zweiliter-TSI-Motor aus dem Golf R VII angetrieben und teilt sich die Plattform mit den SUV Audi SQ2 und Cupra Ateca aus dem Konzern.

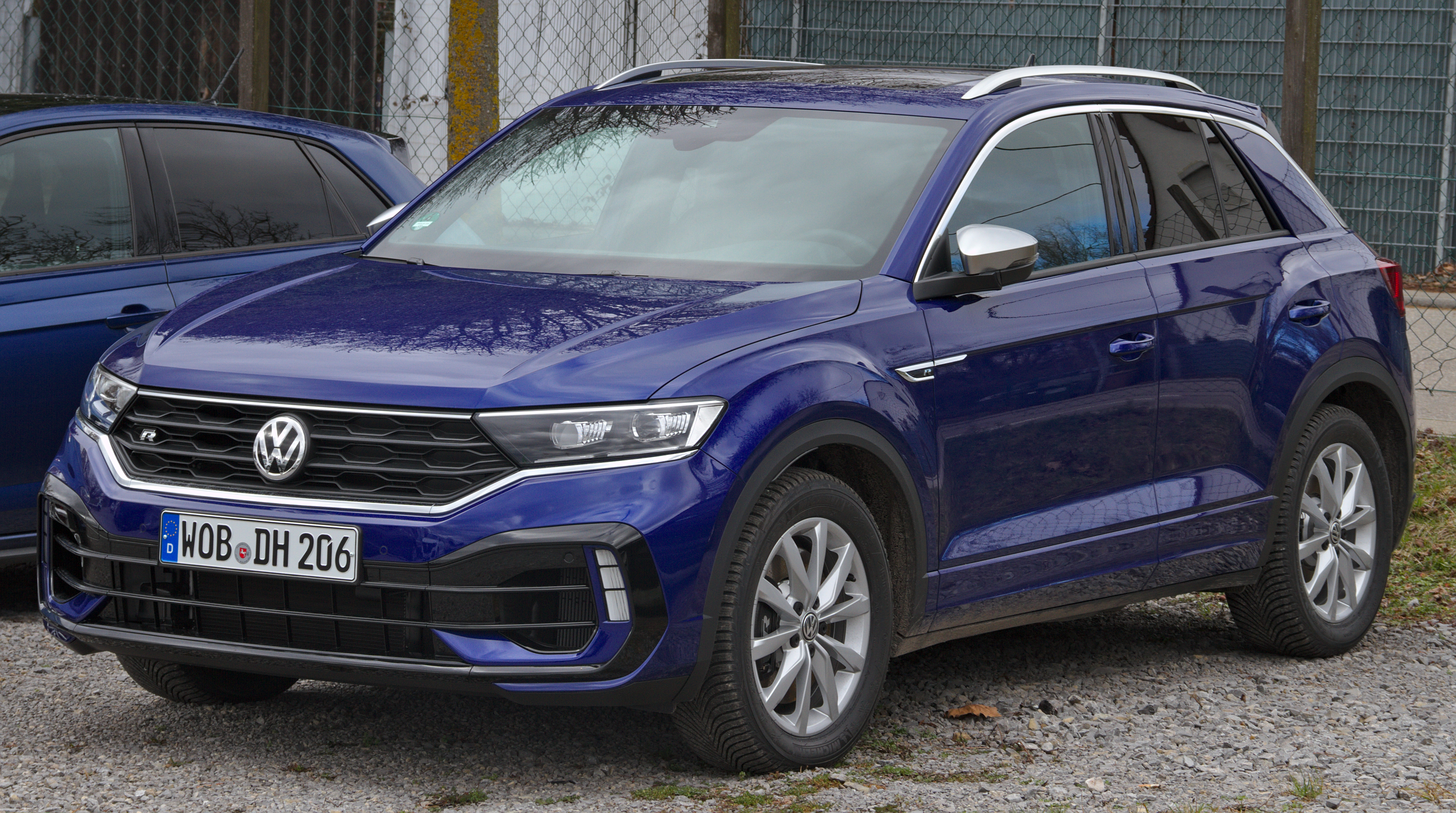
Frontansicht
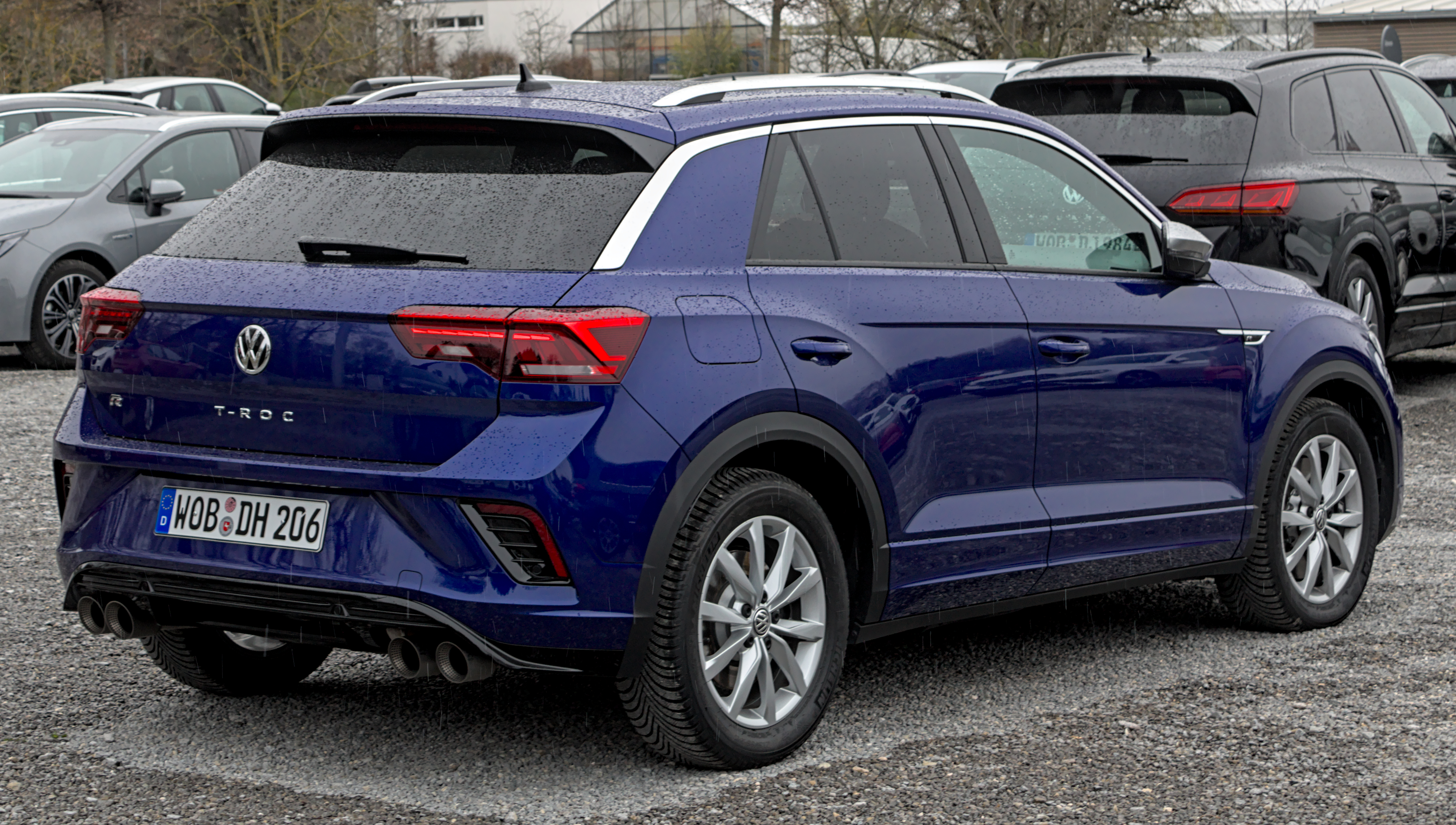
Heckansicht

#### Tiguan R (2020–2023)
Der Tiguan R wurde im Jahr 2020 vorgestellt und bietet mit 235 kW (320 PS) eine sportlichere Version des VW Tiguan II.

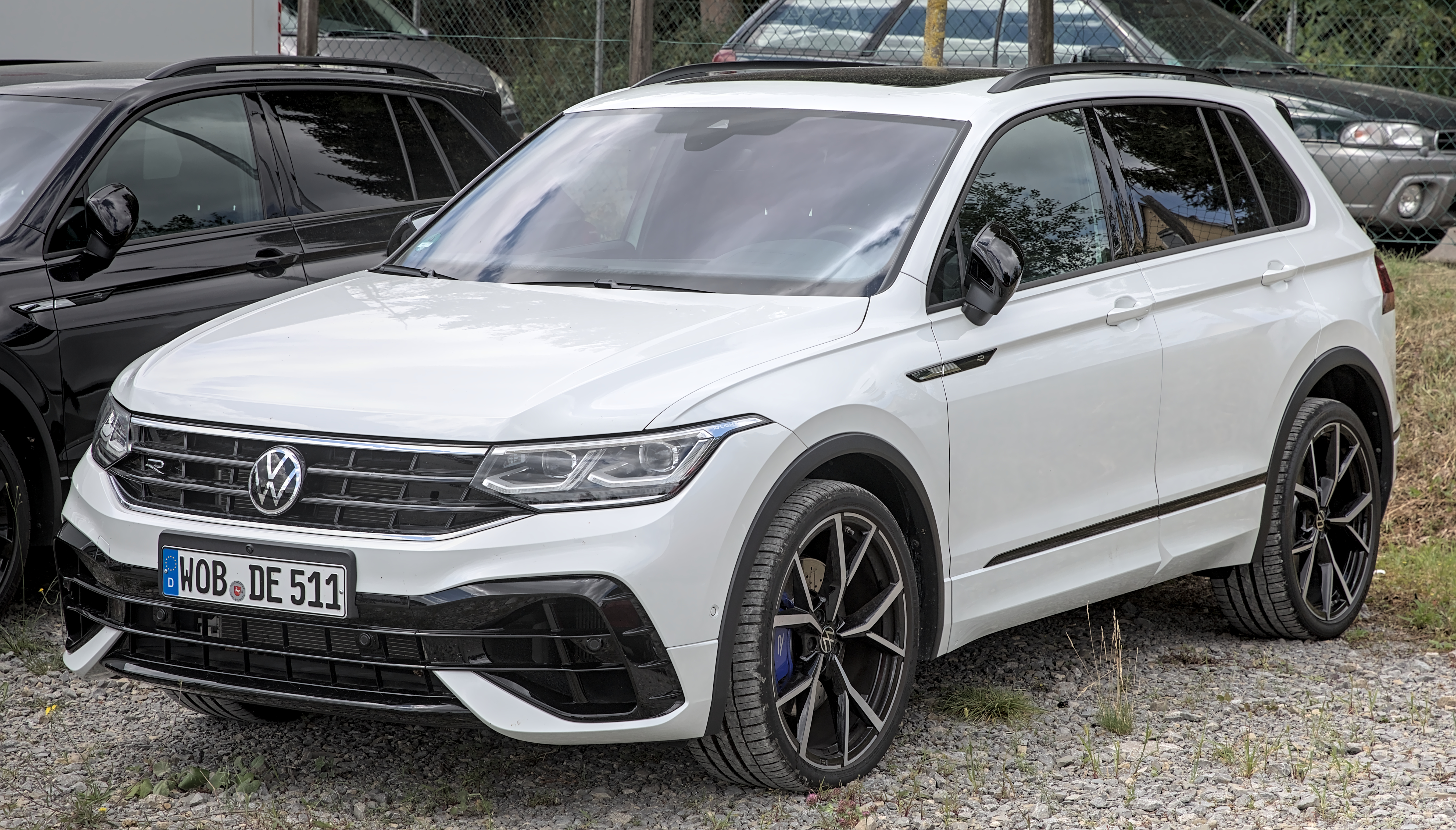
Tiguan R Frontansicht (2020)
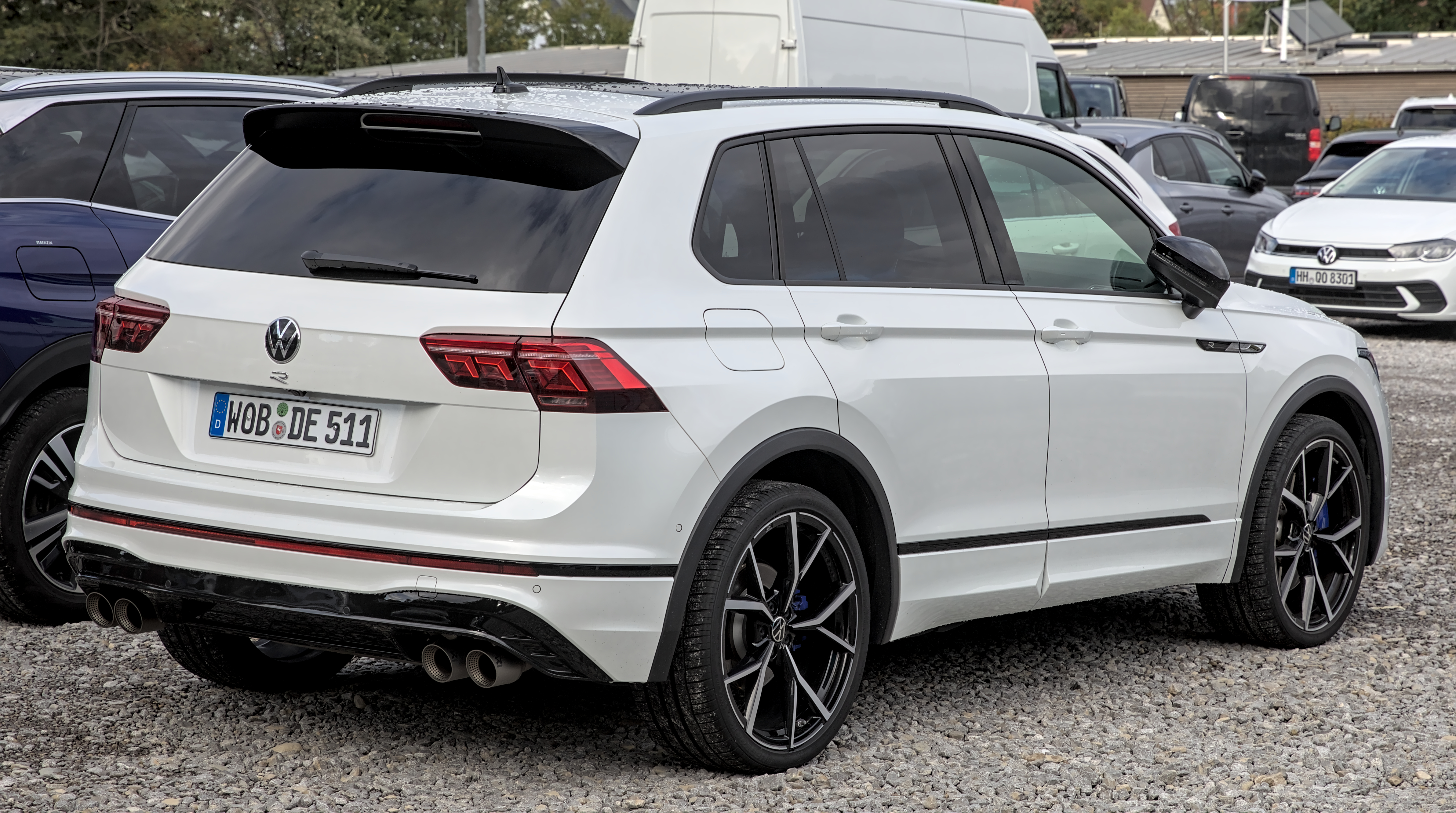
Tiguan R Heckansicht (2020)
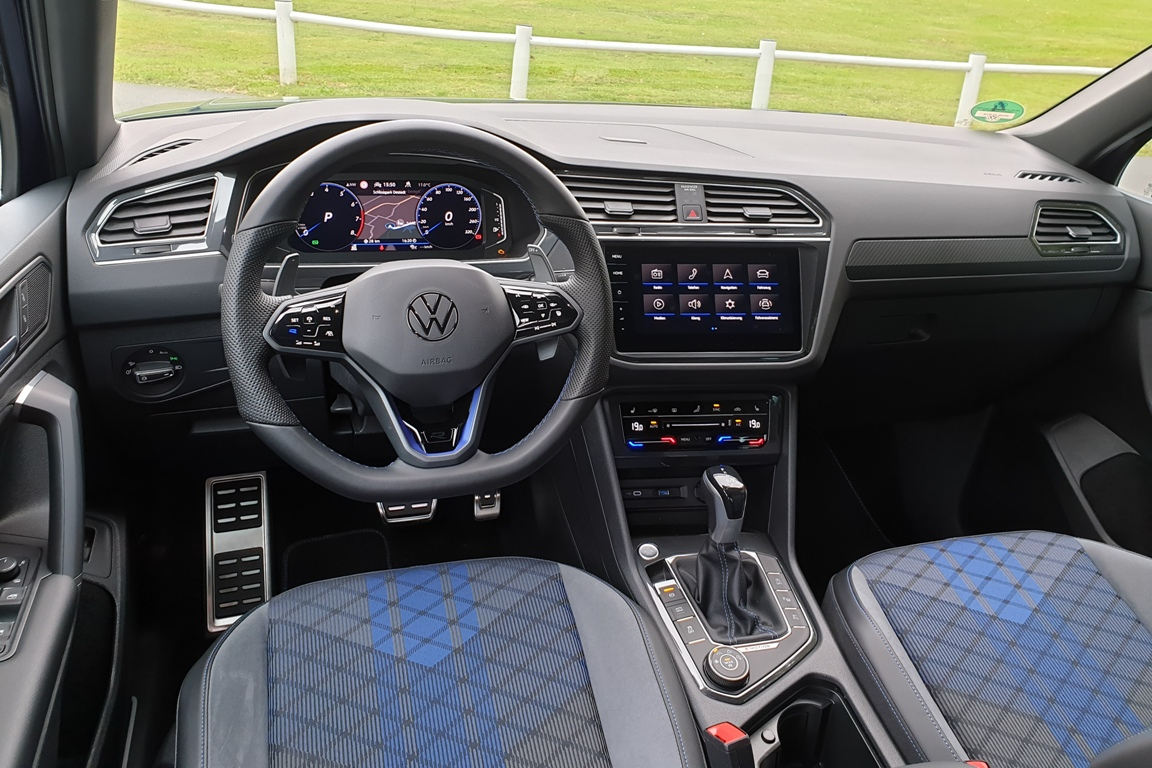
Tiguan R Innenraum (2020)
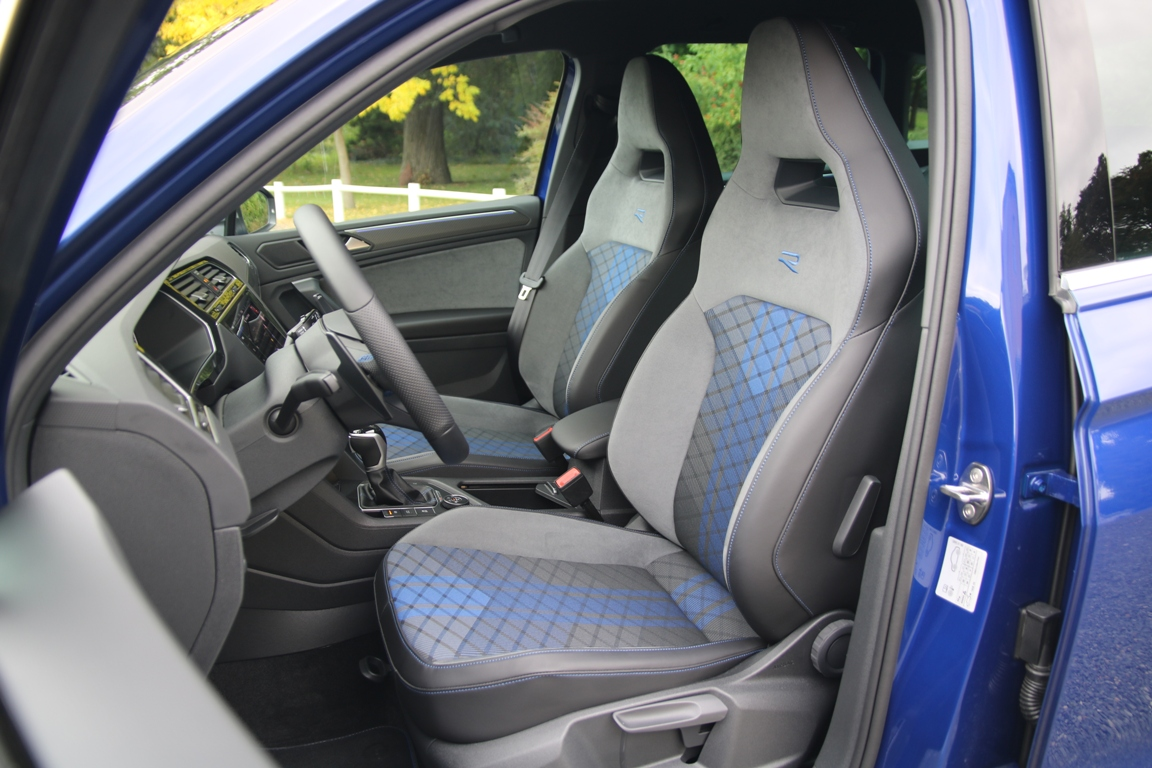
Tiguan R Sitze (2020)

#### Touareg R (seit 2020)

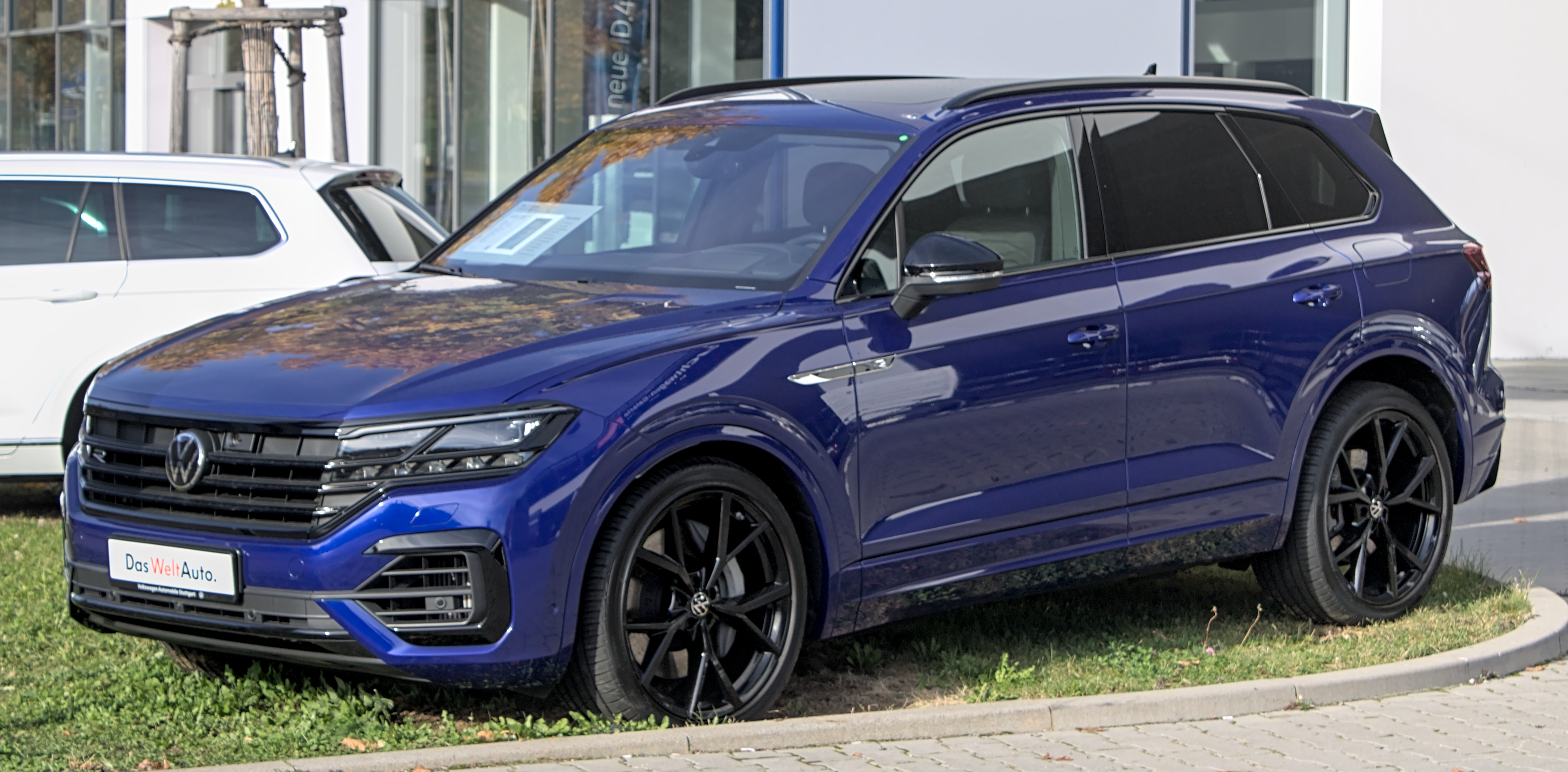
Touareg R Frontansicht (2020)
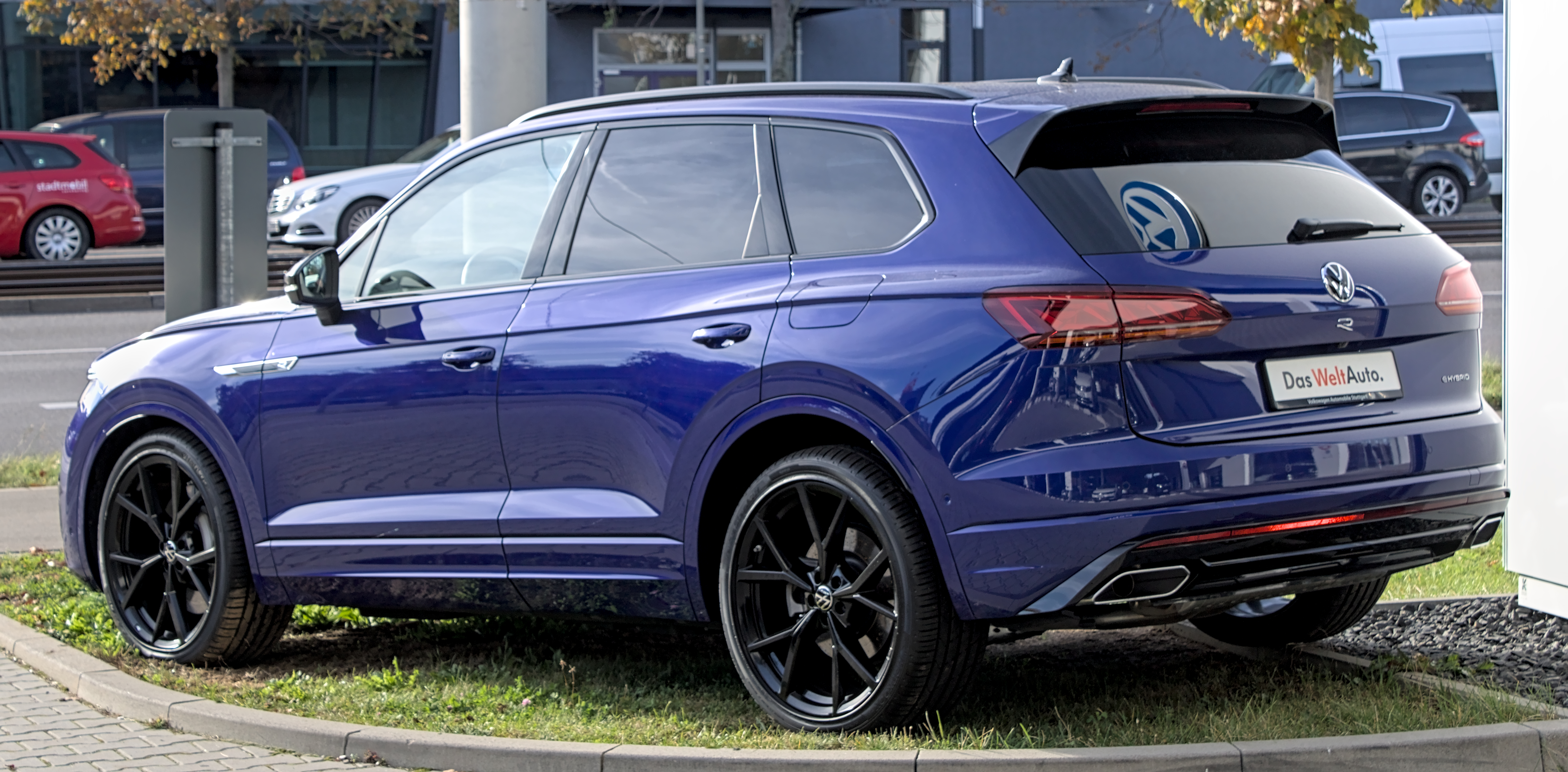
Touareg R Heckansicht (2020)

#### Arteon R (2020–2024)

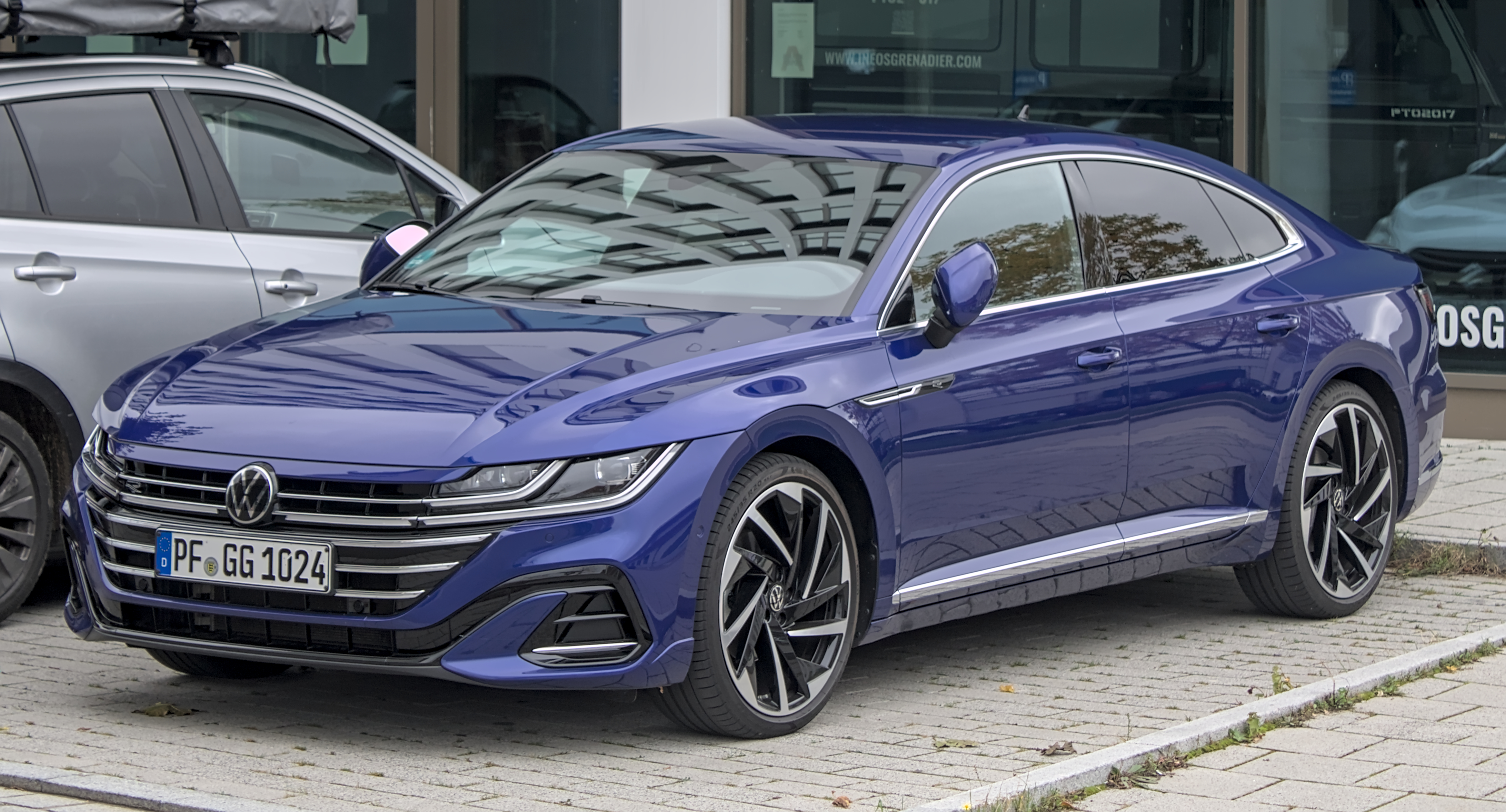
Frontansicht der Limousine (falsch - R-Line)
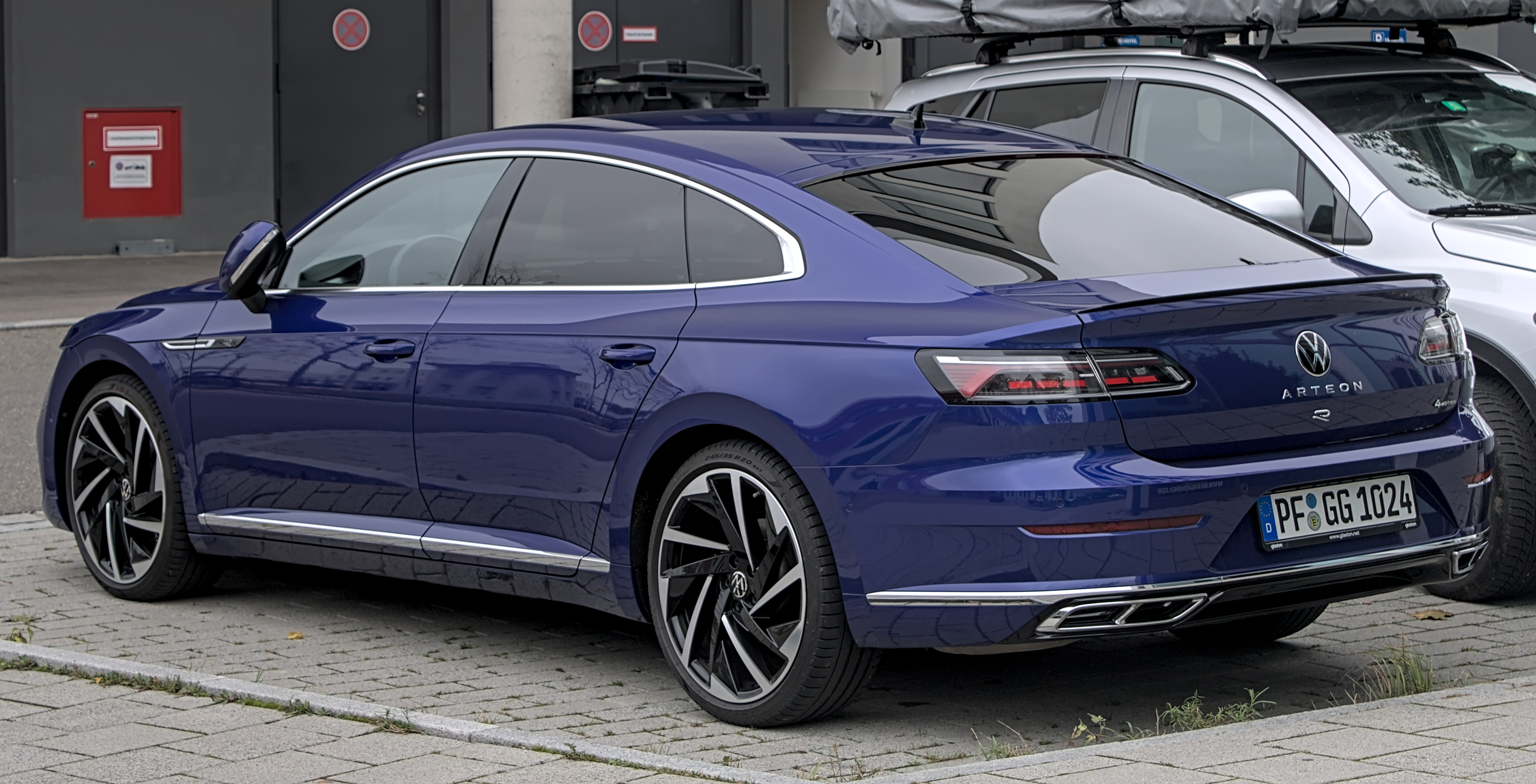
Heckansicht der Limousine
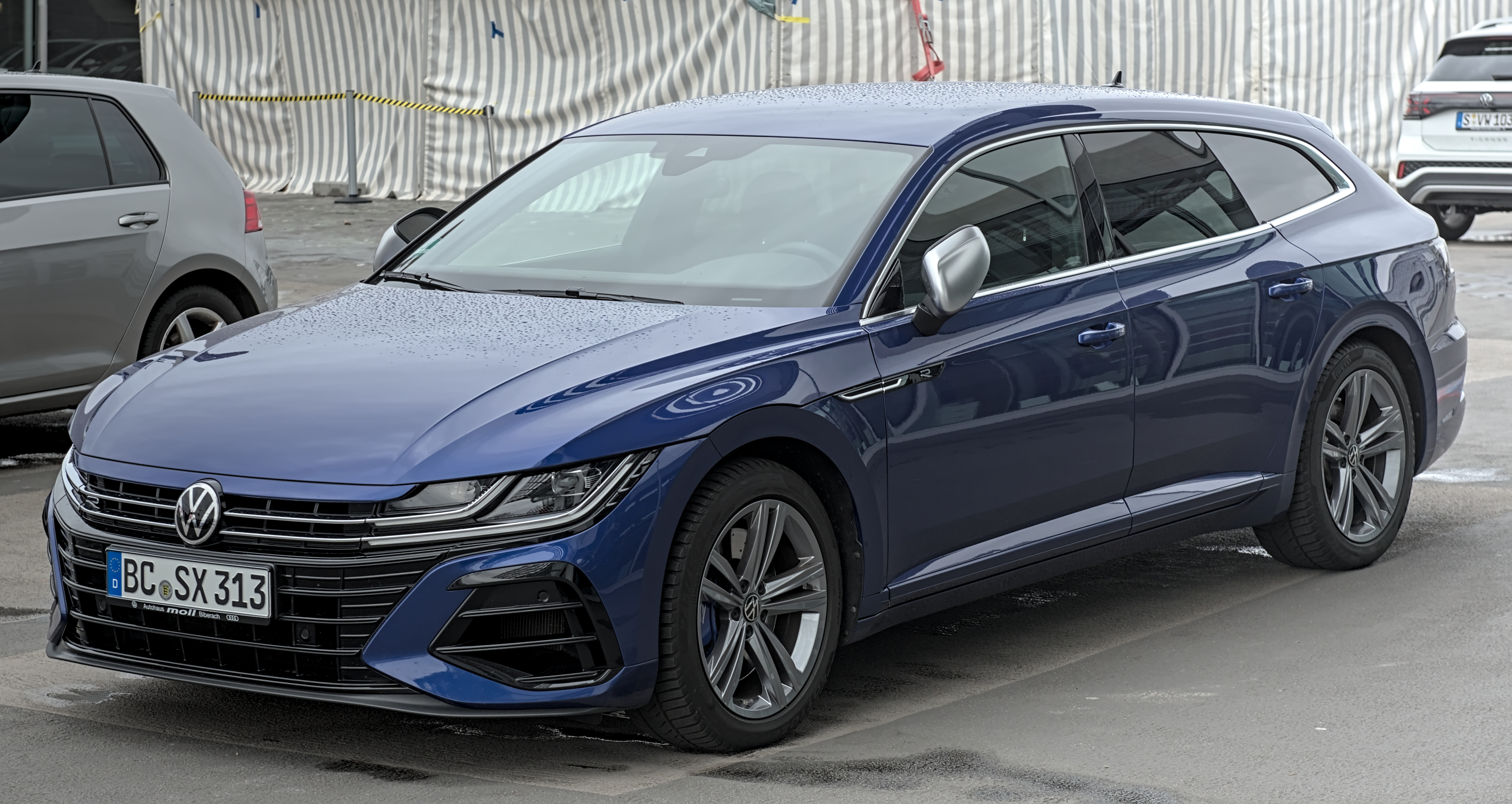
Frontansicht des Shooting Brake
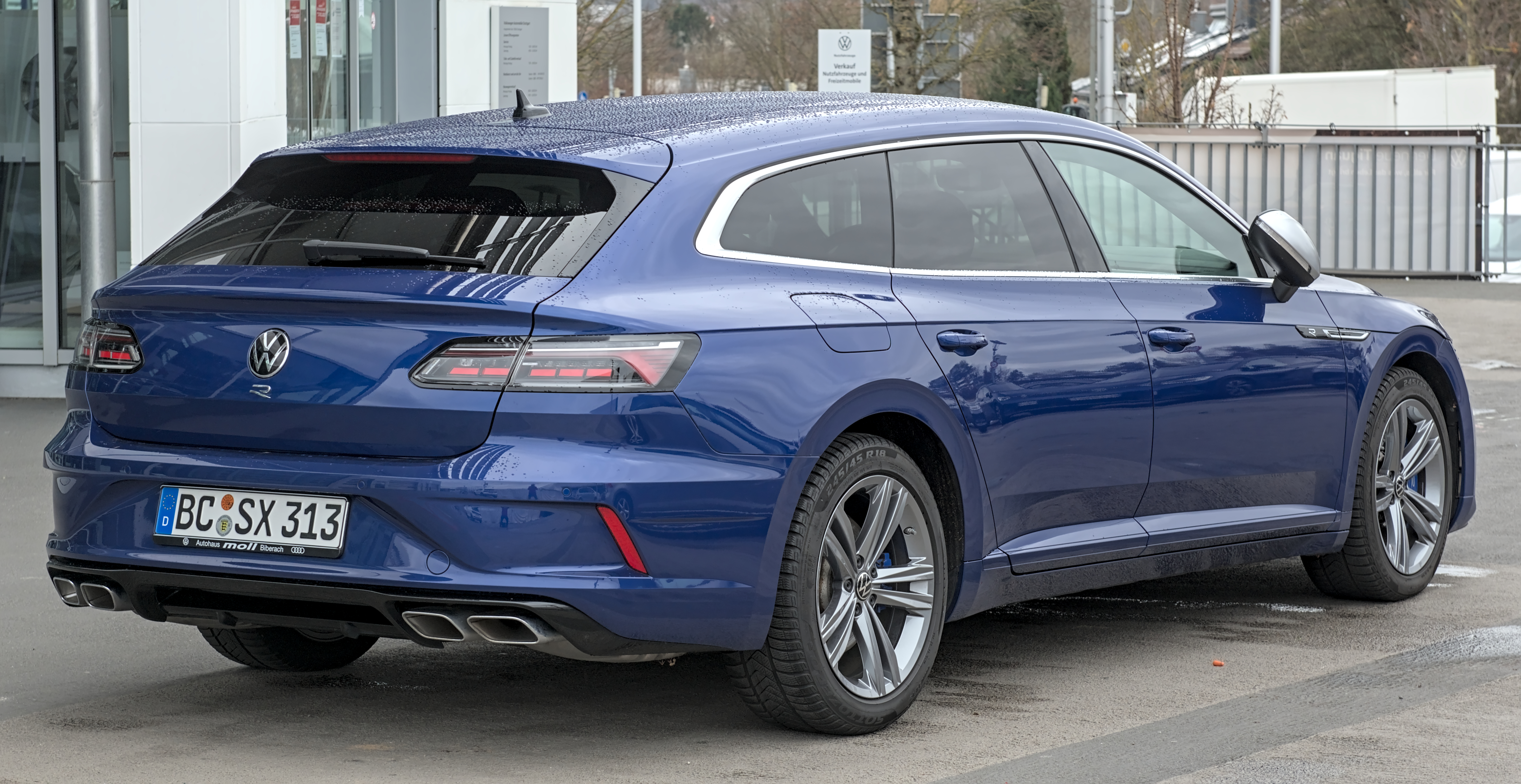
Heckansicht des Shooting Brake

Von 2020 bis 2024 gab es auch eine R-Variante des Oberklassewagens VW Arteon. Von 2017 bis 2020 wurde er ohne R gebaut, erst mit dem Facelift km die R-Linie hinzu. Man konnte wählen zwischen einer Luxuslimousine und einem schon fast Sportwagen-ähnlichen Coupe.

#### Golf R VIII (seit 2021)
Der neue Golf R der achten Generation hatte am 4. November 2020 Weltpremiere. Er wird angetrieben von einem turboaufgeladenen 235 kW (320 PS) starken Reihenvierzylindermotor, der mit einem Doppelkupplungsgetriebe in sieben Stufen gekoppelt werden kann. Serienmäßig wird der neue Golf R mit dem hauseigenen 4Motion-Allradsystem geliefert.
Der Motor leistet ein Drehmoment von 420 Newtonmetern (Nm), die ab rund 1.800/min anliegen, die den Golf R in 4,7 Sekunden von 0 auf Tempo 100 beschleunigen.
Mit dem neuen Performance-Paket des Golf R wird zudem die elektronisch abgeriegelte Höchstgeschwindigkeit von 250 km/h auf 270 km/h erhöht, des Weiteren steht ein spezielles Fahrprofil mit der Bezeichnung „Special“ zur Verfügung, welches alle wesentlichen Antriebsparameter auf die Nordschleife auslegt, wie auch den neuen 4Motion-Allradantrieb mit Torque Vectoring.
Anlässlich des 20-jährigen Jubiläum des ersten Golf R präsentierte Volkswagen im Mai 2022 das Sondermodell R „20 Years“. Mit 245 kW (333 PS) ist es stärker als das R-Basismodell.
Den Golf R der achten Generation gibt es als Kombiversion Variant und fünftüriger Schräghecklimousine. Die dreitürige Variante fällt im Gegensatz zum Vorgänger weg.

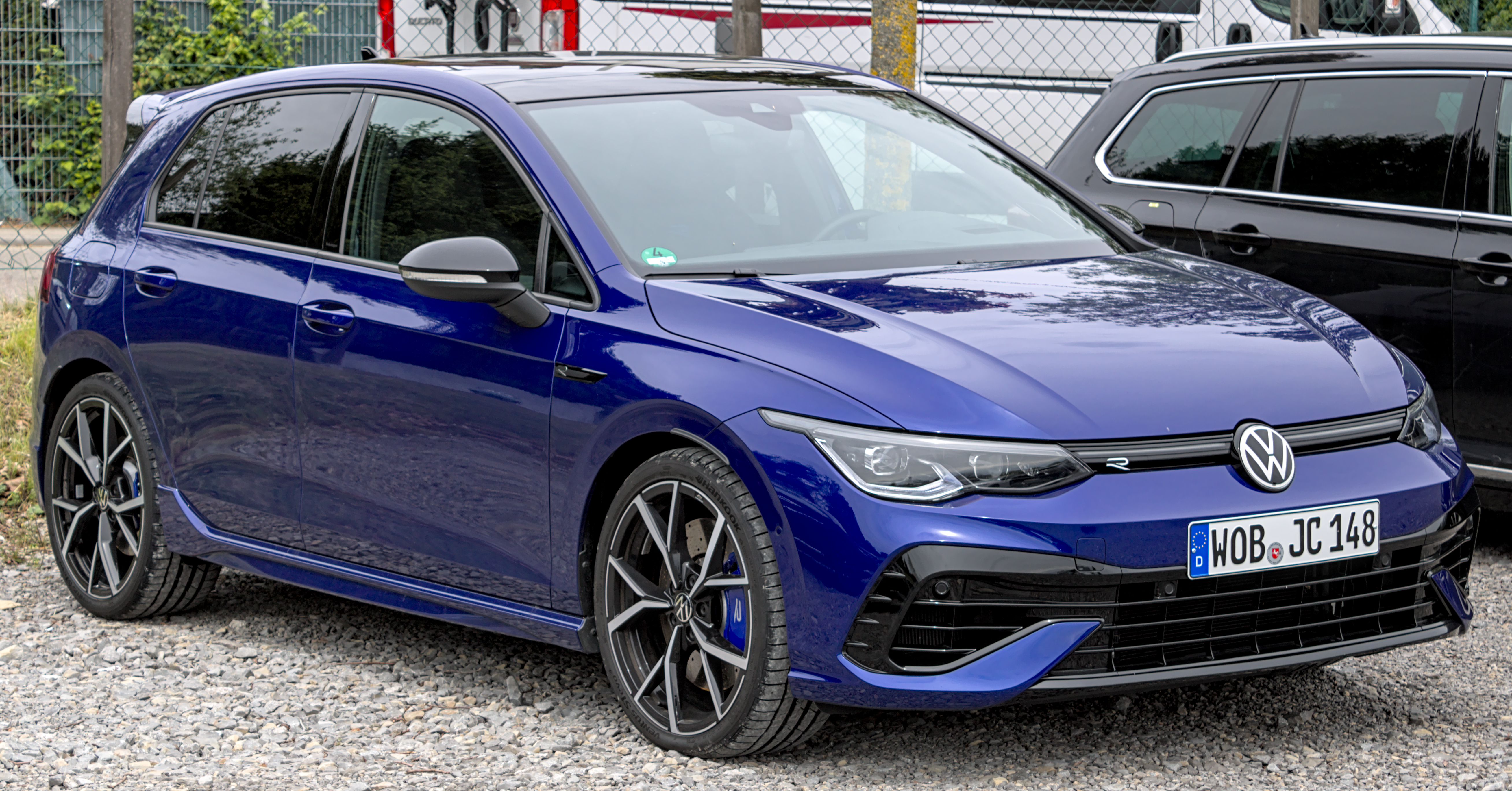
Frontansicht
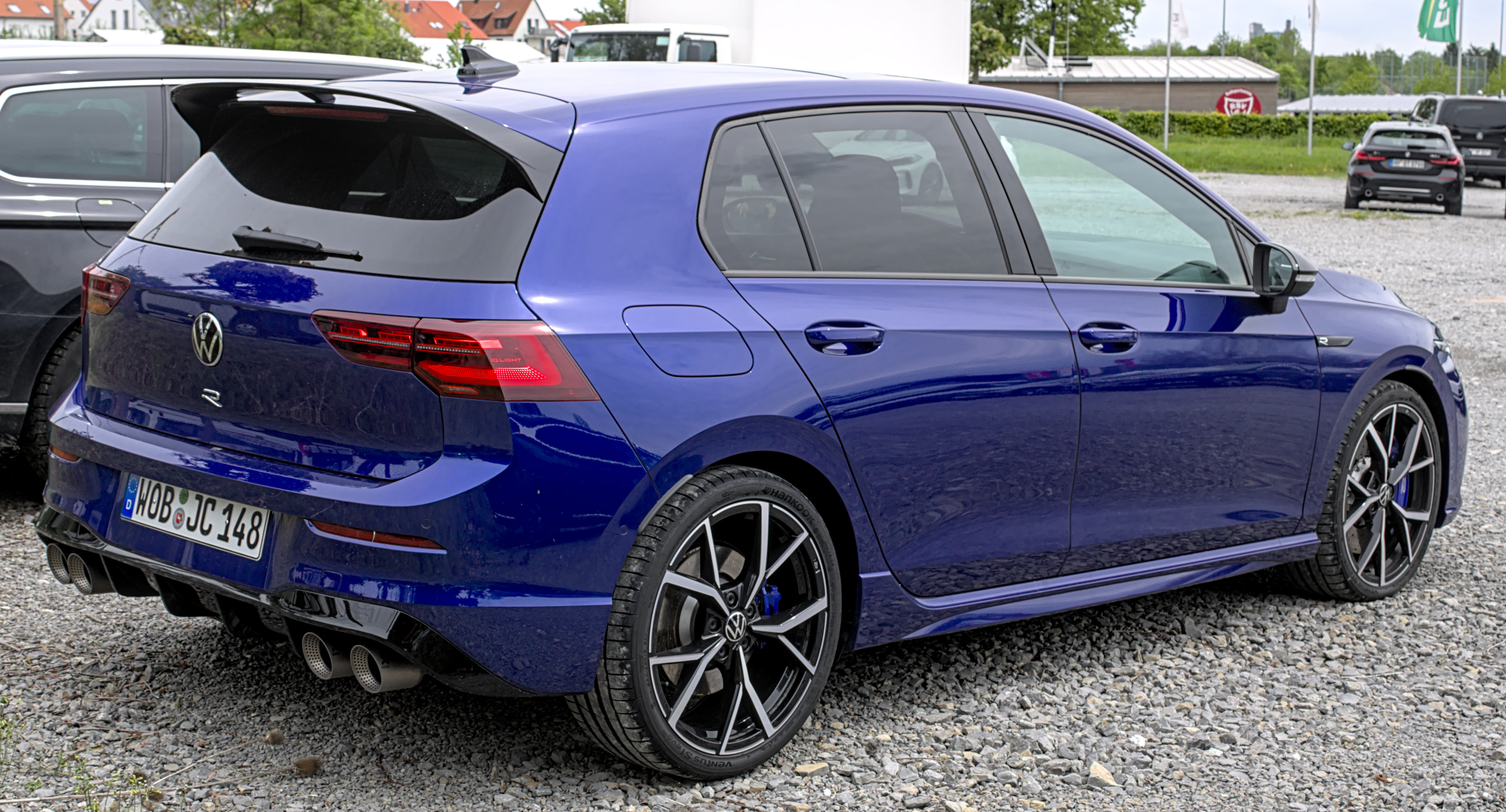
Heckansicht

### R-Line

Logo der R-Line-Reihe

Die R-Line-Ausstattungen setzen sowohl im Innenraum wie auch am Exterieur des Fahrzeugs auf das Design der R-Modelle, bieten jedoch keine leistungsgesteigerte Motorisierung. Somit unterscheiden sie sich optisch gesehen nur geringfügig von den R-Modellen. Bauteile, die bei höherer Leistung erforderlich sind, wie beispielsweise die R-Lufteinlässe in der Frontschürze (bei den R-Line-Modellen durch Nebelscheinwerfer oder durch Attrappen ersetzt), die R-Bremsanlage oder die R-Abgasanlage sind bei den R-Line-Modellen nicht vorhanden. Stattdessen besitzen diese die Standardteile der „einfachen“ Modelle. Bei der Konfiguration der Modelle bis einschließlich Baujahr 2020 konnte man zwischen den Paketen „R-Line Exterieur“, „R-Line Interieur“ und „R-Line“ (als Komplettpaket) wählen. Bei den jetzigen Modellen wird die R-Line nur noch als gesamte „Ausstattungslinie“ angeboten.
Die R-Line-Ausstattungen sind momentan für die Modelle Polo, Golf, Golf Variant, Tiguan, Passat, Tayron, Taigo, Touareg, Touran, T-Cross und T-Roc erhältlich.

### Volkswagen Exclusive
Mit Volkswagen Exclusive übernimmt VW die Aufgabe der ehemaligen Volkswagen Individual GmbH. Die Sparte umfasst die individuelle Gestaltung von Fahrzeugen und die Auswahl der Ausstattung. 2018 wurde auch Exclusive aufgelöst.